# Linia kolejowa nr 726
Linia kolejowa nr 726 – pierwszorzędna, głównie dwutorowa, zelektryfikowana linia kolejowa znaczenia państwowego łącząca rozjazd nr 71 na stacji Tczew z rozjazdem nr 402 na stacji Zajączkowo Tczewskie (rejon ZTB).
Linia została w całości ujęta w kompleksowej i bazowej towarowej sieci transportowej TEN-T.

## Parametry techniczne
Linia w całości jest klasy C3; maksymalny nacisk osi wynosi 221 kN dla lokomotyw oraz 206 kN wagonów, a maksymalny nacisk liniowy wynosi 71 kN (na 1 metr bieżący toru). Sieć trakcyjna jest typu C120-C i SKB70-C; jest przystosowana do maksymalnej prędkości do 110 km/h; obciążalność prądowa wynosi 1725/1010 A, a minimalna odległość między odbierakami prądu wynosi 20 m. Linia wyposażona jest w elektromagnesy samoczynnego hamowania pociągów. Zarówno prędkość maksymalna jak i konstrukcyjna wynoszą 60 km/h.
Na linii zostały wprowadzone ograniczenia w związku z niezachowaniem skrajni – nieodpowiednia wysokość oraz odległość sieci trakcyjnej od główki toru i osi toru.

## Infrastruktura

### Rozgałęzienia
| Punkt                | Linia | Linia                     | Linia  |
| Punkt                | numer | kierunek                  | status |
| Tczew                | 9     | Warszawa Wschodnia        | czynna |
| Tczew                | 131   | Chorzów Batory            | czynna |
| Tczew                | 727   | Malinowo                  | czynna |
| Zajączkowo Tczewskie | 729   | Zajączkowo Tczewskie R702 | czynna |
| Zajączkowo Tczewskie | 735   | Górki                     | czynna |

### Punkty eksploacyjne
| Rodzaj i nazwa              | Zdjęcie | Liczba peronów          | Liczba krawędzi peronowych | Infrastruktura                                                                                | Dawne nazwy |
| stacja Tczew ♿︎             |         | 4                       | 7                          | - kładka, windy - kasy biletowe - biletomat (IC, PR) - rampa, plac ładunkowy - lokomotywownia | Dirschau (1852–1920) Tczew (1920–1939) Dirschau (1939–1945)                                                                                    |
| stacja Zajączkowo Tczewskie |         | 3 (służbowe, nieczynne) | 3                          | - lokomotywownia - górki rozrządowe                                                           | Liebenhof bei Dirschau (1910–1920) Zajączkowo Tczewskie (1920–1939) Dirschau Rangierbahnhof (1939–1941) Dirschau Verschiebebahnhof (1942–1945) |

### Infrastruktura towarzysząca

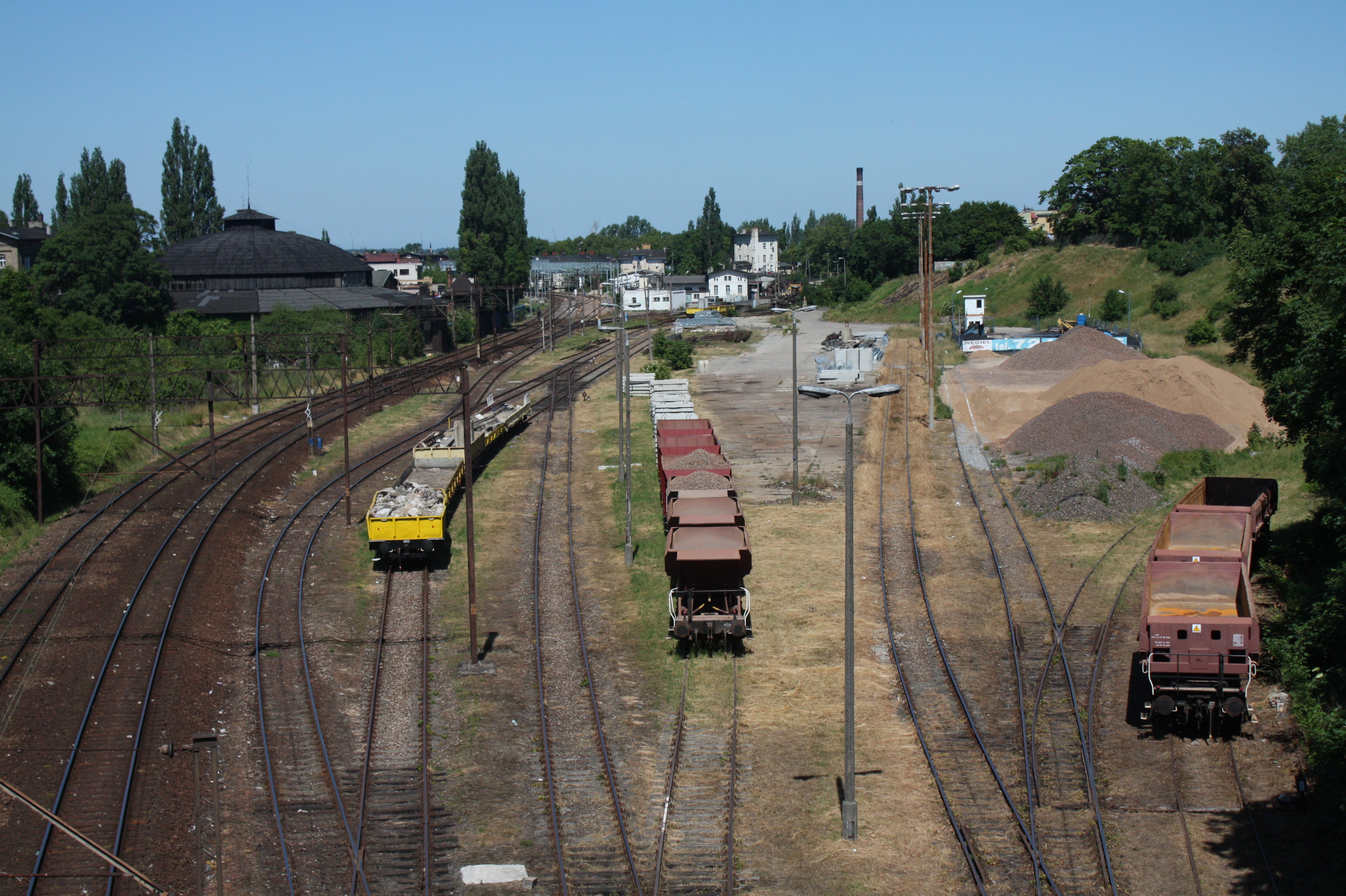
Plac ładunkowy na stacji Tczew

#### Lokalne centrum sterowania
W obrębie linii znajduje się jedno lokalne centrum sterowania. Zlokalizowane jest na stacji Tczew (uruchomione w 2017 roku) i obejmuje stację Pszczółki. Centrum wykorzystuje urządzenia typu Ebilock 950 R4 oraz Command 900.

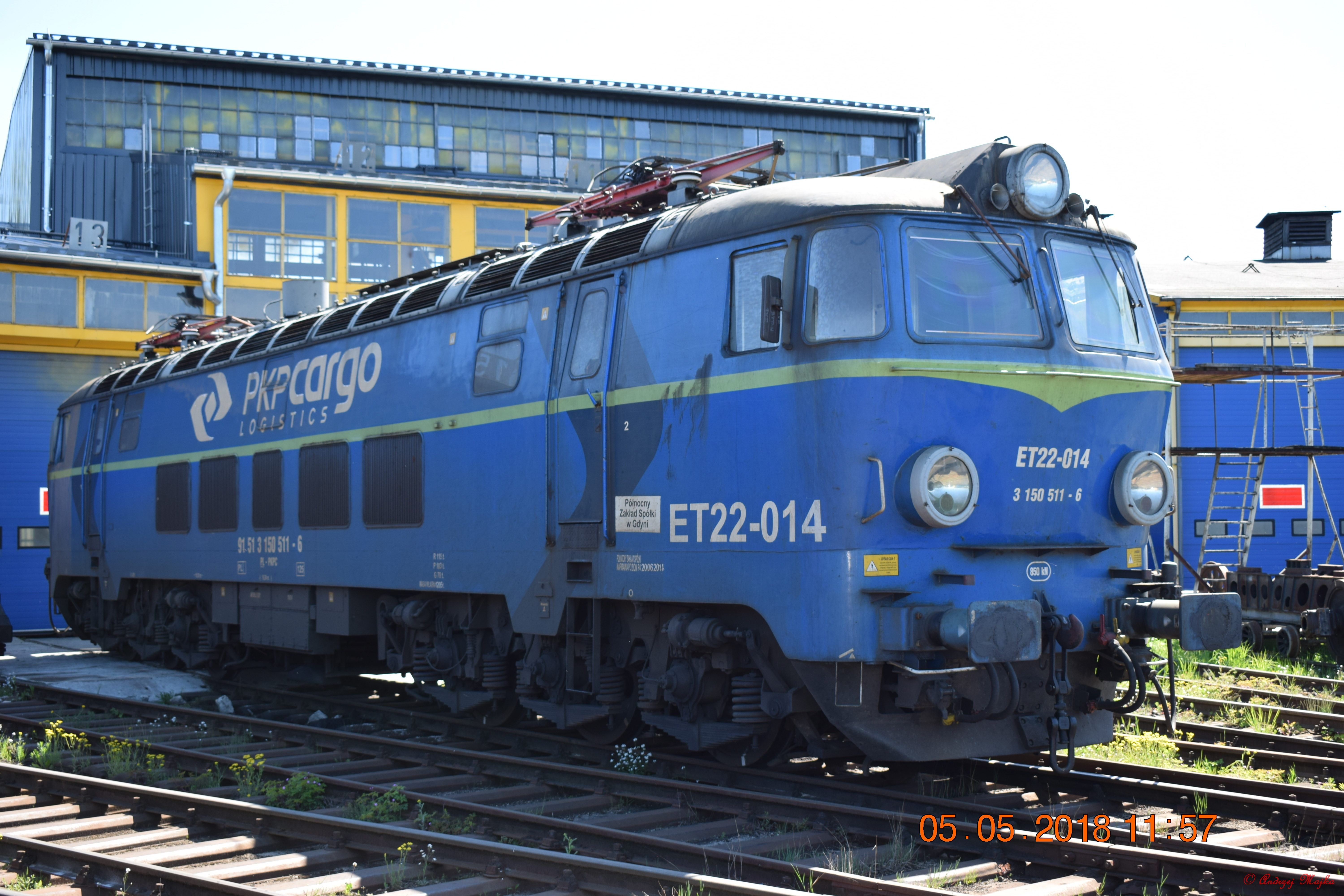
Lokomotywownia na stacji Zajączkowo Tczewskie

#### Bocznice i lokomotywownie
Na stacji Tczew zlokalizowane są bocznice PKP Energetyka – Sekcja Zasilania Elektroenergetycznego EZSZ Tczew i Zakład Naprawy Środków Transportu oraz tory postojowe PKP Centrala – Oddział Gospodarowania Nieruchomościami. Na stacji Zajączkowo Tczewskie znajdują się natomiast Stacja paliw płynnych – PKP Energetyka oraz lokomotywownia PKP Cargo.

## Ruch pociągów

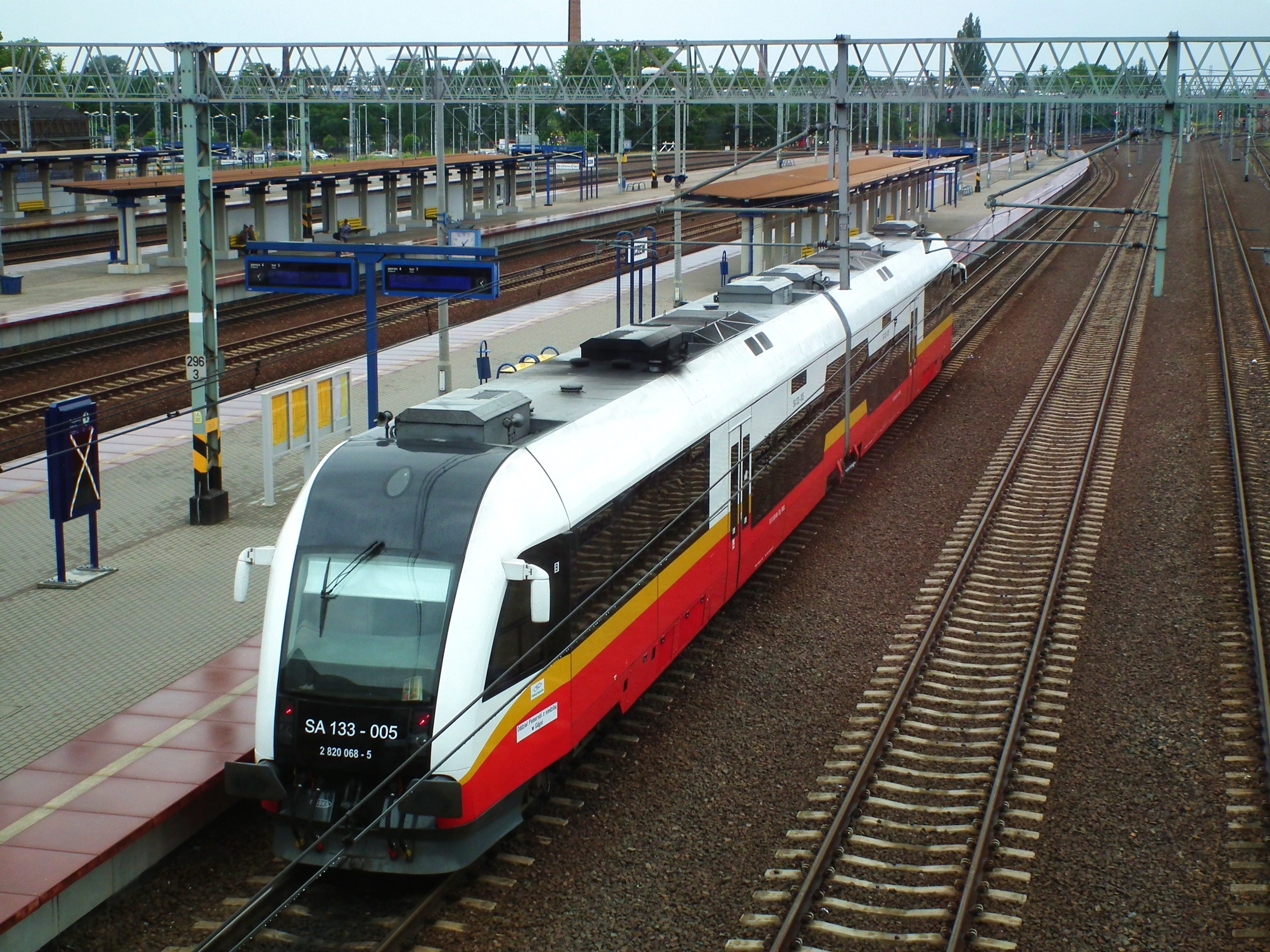
Pociąg SA133-005 na peronie 4 stacji Tczew

### Pociągi pasażerskie
Przewoźnikami kolejowymi są PKP Intercity oraz Polregio.
| Linia                | Przewoźnik          | Trasa                                                                                                  |
| Pociągi podmiejskie  |                     | |
| R                    | Polregio            | Hel – Gdynia Główna – Gdańsk Główny – Tczew – Starogard Gdański – Chojnice                             |
| Pociągi dalekobieżne |                     | |
| Bory Tucholskie      | PKP Intercity (TLK) | Gdynia Główna – Gdańsk Główny – Tczew – Starogard Gdański – Chojnice – Piła Główna – Kostrzyn nad Odrą |

### Pociągi towarowe
Ruch pociągów odbywa się na całości linii, jako że umożliwia ona eksploatację rejonów ZTA i ZTB Zajączkowa Tczewskiego zarówno z kierunku Bydgoszczy (poprzez linię kolejową Chorzów Batory – Tczew), jak i Malborka (poprzez linię kolejową Warszawa Wschodnia Osobowa – Gdańsk Główny).